# Lompret
Lompret é uma comuna francesa na região administrativa de Altos da França, no departamento do Norte. Estende-se por uma área de 3.1 km². Em 2010 a comuna tinha 2 312 habitantes (densidade: 745,8 hab./km²).